# Aruba op de Olympische Zomerspelen 1988
Aruba nam deel aan de Olympische Zomerspelen 1988 in Seoel, Zuid-Korea. Het was de eerste deelname van het eiland als zelfstandig IOC-lid na het verkrijgen van de status aparte. Tussen 1952 -1984 nam Aruba als een van de zes eilanden van de Nederlandse Antillen deel aan de Zomerspelen.
De eerste acht voor Aruba uitkomende olympiërs waren Evelyn Farrell (nam ook deel aan de OS van 1984), Cornelia Melis, Hubert Wester, Jeffrey Nedd, Victor Maduro, Austin Thomas, Roswitha Lopez en Yvette Thuis die in de atletiek, boksen, judo, schermen en synchroonzwemmen uitkwamen.

## Deelnemers en resultaten
(m) = mannen, (v) = vrouwen 

### Atletiek
| Olympiër        | Discipline   | Resultaat | Prestatie            |
| --------------- | ------------ | --------- | -------------------- |
| Evelyne Farrell | 100m (v)     | 59e       | serie 7: 8e in 12,48 |
| Evelyne Farrell | 200m (v)     | 53e       | serie 4: 8e in 25,74 |
| Cornelia Melis  | marathon (v) | 56e       | 2:53.54              |

### Boksen
| Olympiër      | Discipline  | Resultaat | Prestatie                                                         |
| ------------- | ----------- | --------- | ----------------------------------------------------------------- |
| Hubert Wester | -63,5kg (m) | 33e       | 1e ronde: V van CMR Ndongo-Ebanga: scheidsrechterlijke beslissing |
| Jeffrey Nedd  | -81kg (m)   | 17e       | 1e ronde: V van KEN Akbasamba: scheidsrechterlijke beslissing     |

### Judo
| Olympiër (deelname) | Discipline | Resultaat | Prestatie                                          |
| ------------------- | ---------- | --------- | -------------------------------------------------- |
| Victor Maduro       | -86kg (m)  | 19e       | voorronde: vrij 1e ronde: V van TPE Chiu: waza-ari |

### Schermen
| Olympiër (deelname) | Discipline | Resultaat | Prestatie |
| ------------------- | ---------- | --------- | --- |
| Austin Thomas       | floret (m) | 58e       | 1e ronde groep 6: 6e V van POL Zych W van AUT Wendt V van CHN Ziu (CHN) V van AUS Davidson V van HKG Sing Choi  |
| Austin Thomas       | degen (m)  | 70e       | 1e ronde groep 11: 5e V van FIN Winter V van URS Tichko V van NZL Brill V van AUT Birnbaum W van HKG Keung Tang |

### Synchroonzwemmen
| Olympiër (deelname)         | Discipline | Resultaat | Prestatie                                                                             |
| --------------------------- | ---------- | --------- | ------------------------------------------------------------------------------------- |
| Roswitha Lopez              | solo       | 18e       | figuren: 45e met 70.483 punten routine: 18e met 80.200 punten totaal: 150,683 punten: |
| Yvette Thuis                | solo       | 43e       | figuren: 43e met 47,266 punten                                                        |
| Roswitha Lopez Yvette Thuis | duet       | 15e       | figuren: 15e met 72.375 routine: 15e met 79.600 punten totaal: 151.975 punten         |

Afghanistan · Algerije · Amerikaanse Maagdeneilanden · Amerikaans-Samoa · Andorra · Angola · Antigua en Barbuda · Argentinië · Aruba · Australië · Bahama’s · Bahrein · Bangladesh · Barbados · België · Belize · Benin · Bermuda · Bhutan · Birma · Bolivia · Bondsrepubliek Duitsland · Botswana · Brazilië · Britse Maagdeneilanden · Brunei · Bulgarije · Burkina Faso · Canada · Centraal-Afrikaanse Republiek · Chili · China · Chinees Taipei · Colombia · Congo-Brazzaville · Cookeilanden · Costa Rica · Cyprus · Denemarken · Djibouti · Dominicaanse Republiek · Duitse Democratische Republiek · Ecuador · Egypte · El Salvador · Equatoriaal-Guinea · Fiji · Filipijnen · Finland · Frankrijk · Gabon · Gambia · Ghana · Grenada · Griekenland · Groot-Brittannië · Guam · Guatemala · Guinee · Guyana · Haïti · Honduras · Hongarije · Hongkong · Ierland · IJsland · India · Indonesië · Irak · Iran · Israël · Italië · Ivoorkust · Jamaica · Japan · Joegoslavië · Jordanië · Kaaimaneilanden · Kameroen · Kenia · Koeweit · Laos · Lesotho · Libanon · Liberia · Libië · Liechtenstein · Luxemburg · Malawi · Malediven · Maleisië · Mali · Malta · Marokko · Mauritanië · Mauritius · Mexico · Monaco · Mongolië · Mozambique · Nederland · Nederlandse Antillen · Nepal · Nieuw-Zeeland · Niger · Nigeria · Noord-Jemen · Noorwegen · Oeganda · Oman · Oostenrijk · Pakistan · Panama · Papoea-Nieuw-Guinea · Paraguay · Peru · Polen · Portugal · Puerto Rico · Qatar · Roemenië · Rwanda · Saint Vincent en de Grenadines · Salomonseilanden · Samoa · San Marino · Saoedi-Arabië · Senegal · Sierra Leone · Singapore · Soedan · Somalië · Sovjet-Unie · Spanje · Sri Lanka · Suriname · Swaziland · Syrië · Tanzania · Thailand · Togo · Tonga · Trinidad en Tobago · Tsjaad · Tsjecho-Slowakije · Tunesië · Turkije · Uruguay · Vanuatu · Venezuela · Verenigde Arabische Emiraten · Verenigde Staten · Vietnam · Zaïre · Zambia · Zimbabwe · Zuid-Jemen · Zuid-Korea · Zweden · Zwitserland